# Stadio (film)
Stadio è un film del 1934 diretto da Carlo Campogalliani.